# Isabelle de Ray
Isabelle de Ray est née Isabelle de la Roche, fille d'Othon V de la Roche, seigneur de Ray, et de Marguerite de Til-Châtel. Elle porte le même prénom que sa grand-mère, l'épouse d'Othon IV de la Roche, duc d'Athènes.
Elle est citée dans la charte de Nauplie de 1251.
Elle épouse Henri Ier de Vergy, de qui elle a Jean Ier de Vergy, sénéchal de Bourgogne ; lequel eut pour fils Guillaume de Vergy ; qui eut pour fille Jeanne de Vergy, laquelle épousa Geoffroy Ier de Charny, Seigneur de Lirey.
D'après une hypothèse de certains auteurs s'intéressant au Saint Suaire, Isabelle/Elisabeth de Ray aurait transmis la célèbre relique, alors gardée dans le château de Ray-sur-Saône, à son arrière-petite-fille Jeanne de Vergy.